# 6399 Harada
6399 Harada è un asteroide della fascia principale. Scoperto nel 1991, presenta un'orbita caratterizzata da un semiasse maggiore pari a 2,4298547 UA e da un'eccentricità di 0,1126376, inclinata di 8,41275° rispetto all'eclittica.